# Rock Creek Park
Rock Creek Park är en stadspark som är belägen i USA:s huvudstad Washington, D.C. i dess nordvästra kvadrant. Parken har en areal på 8 kvadratkilometer och den följer bäcken Rock Creek (därav namnet) som är ett biflöde till Potomacfloden i dess sträckning från gränsen till Maryland ned till Potomacfloden där den mynnar ut mellan stadsdelarna Foggy Bottom och Georgetown.

## Bakgrund
Parken instiftades genom en lag stiftad av USA:s kongress under 1890 som undertecknades av USA:s president Benjamin Harrison 27 september samma år och blev en av de första federala parkerna i USA. National Zoological Park som ingår i Smithsonian Institution är belägen i parkens södra del.
Rock Creek Park förvaltas av National Park Service och bevakas av U.S. Park Police.

## Galleri

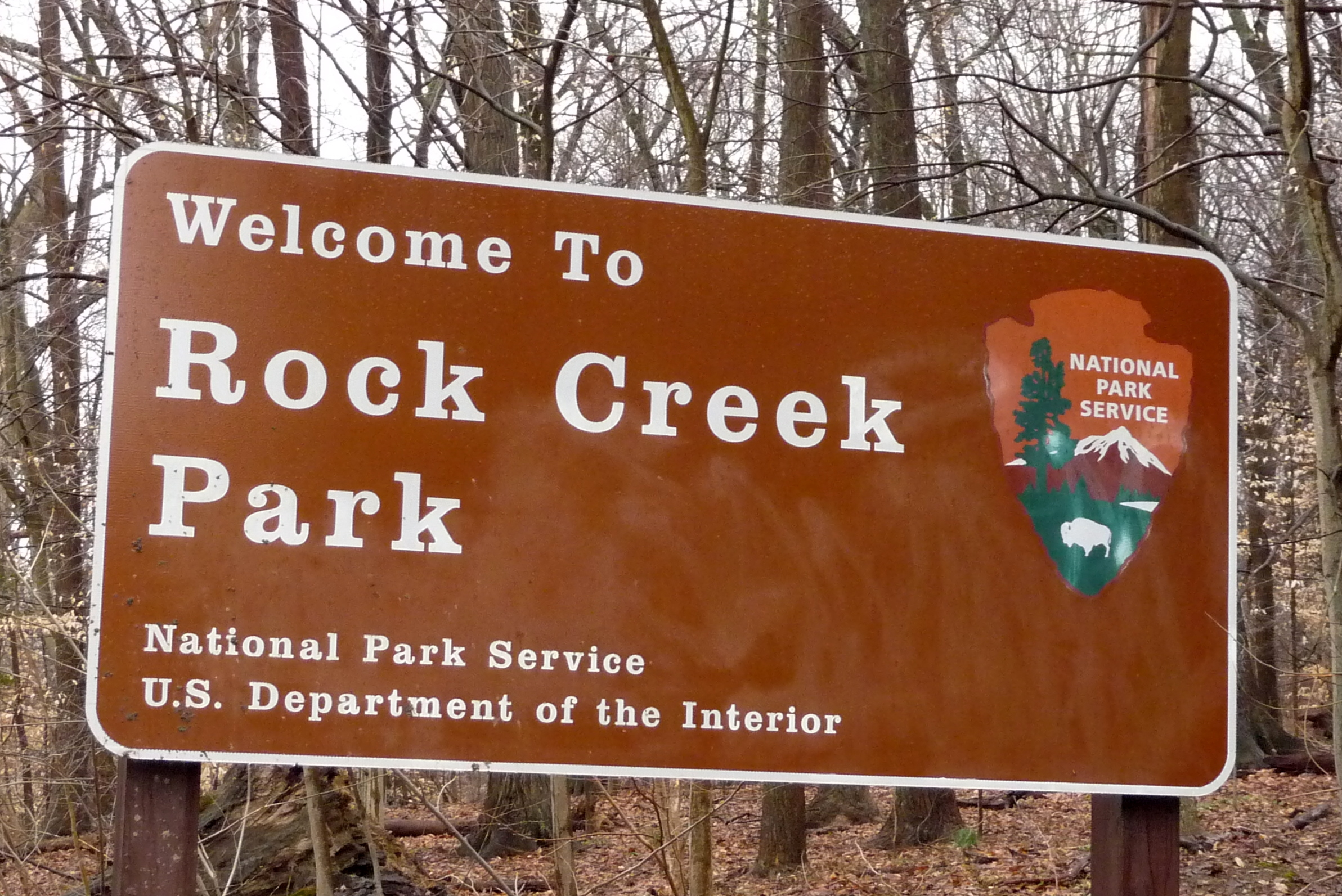
Välkomstskylt.
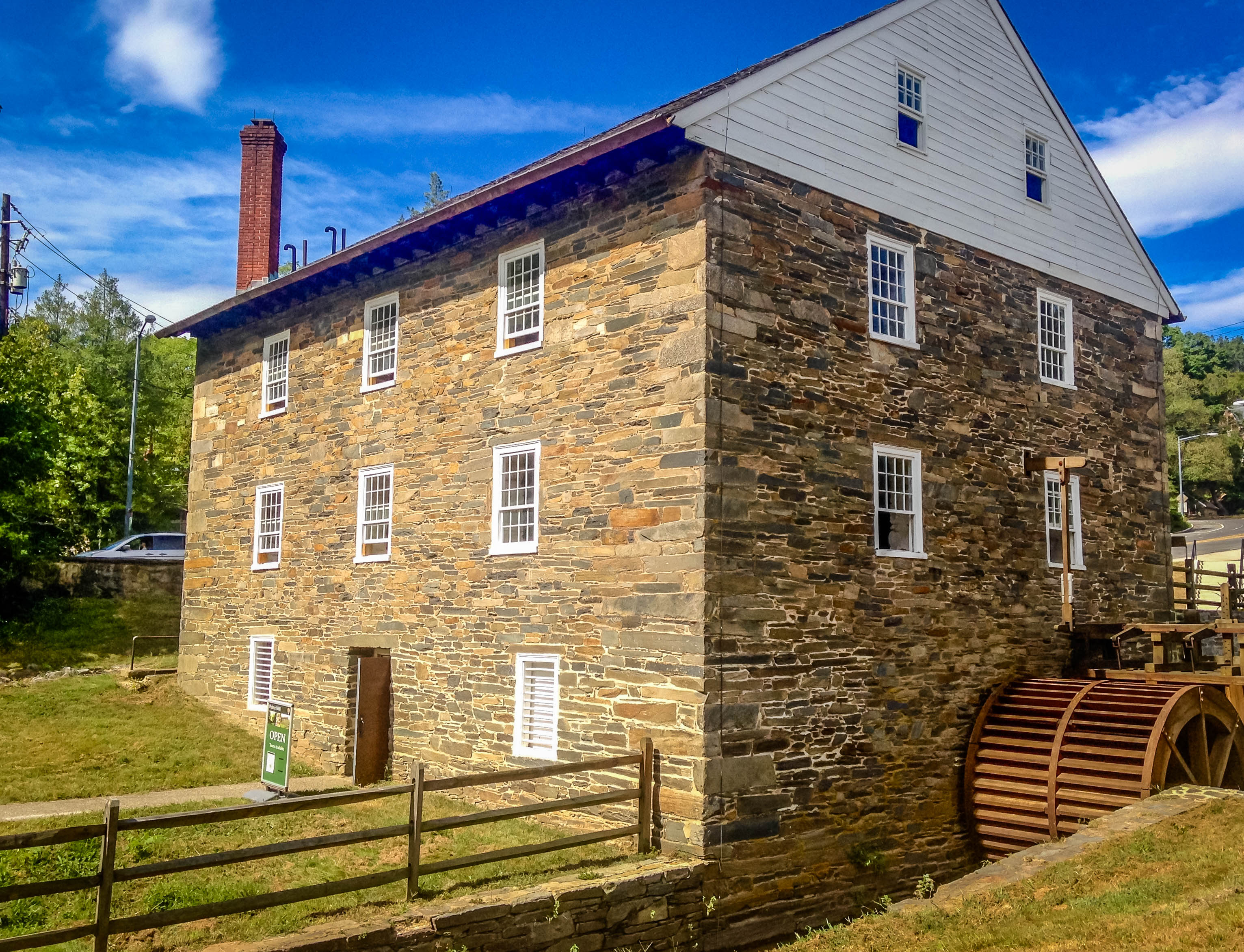
Pierce Mill, vattenkvarn.
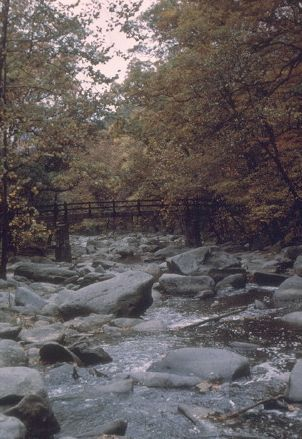
En bild som förklarar varför bäcken fått sitt namn.
Stenbro över Rock Creek.
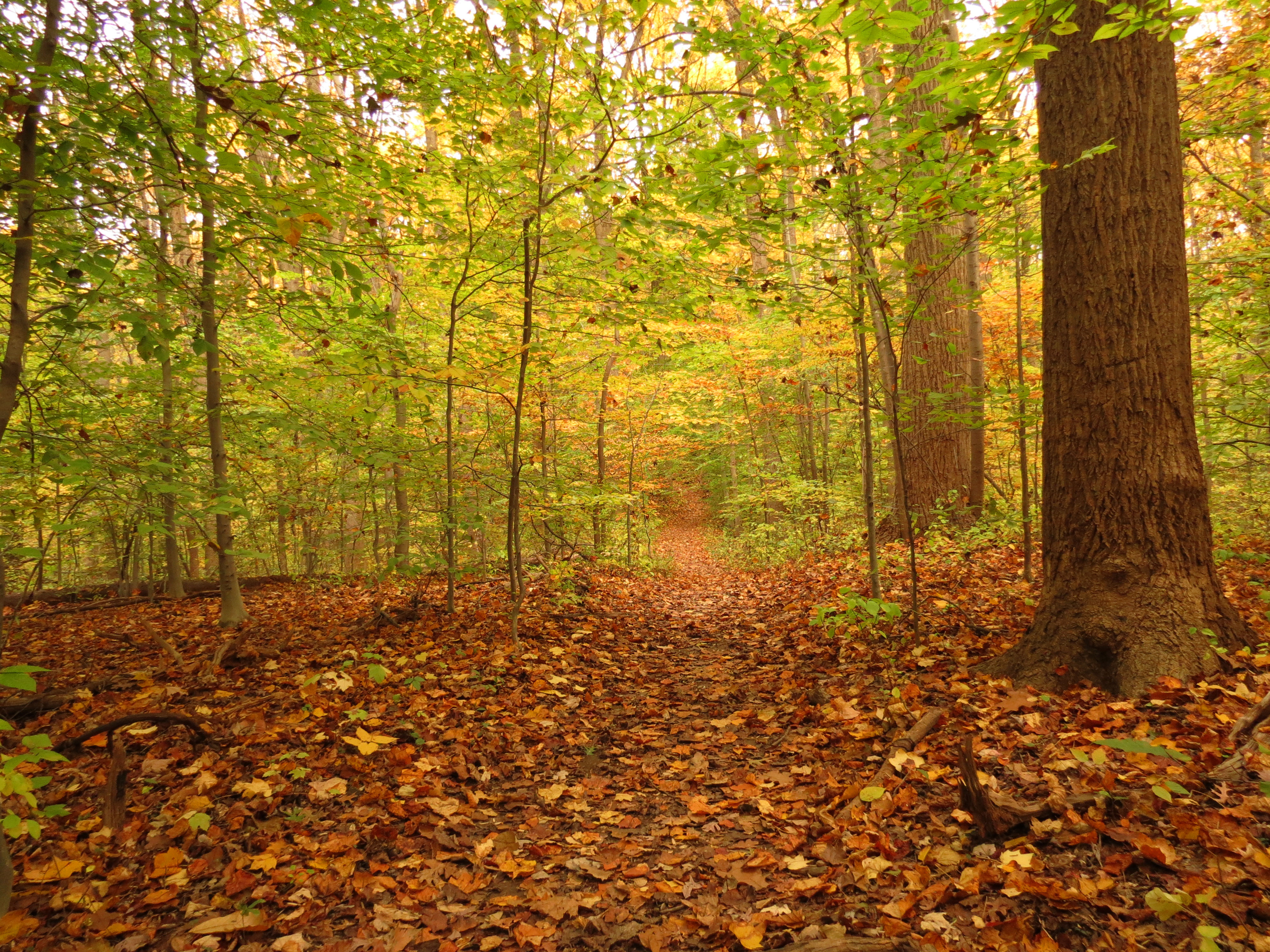
Stig under hösten.